# 372 Dywizja Strzelecka (ZSRR)
372 Dywizja Strzelecka (ros. 372-я стрелковая дивизия) – związek taktyczny Armii Czerwonej.
Sformowana w 1941, w związku z niemiecką agresją na ZSRR. Broniła Leningradu i Tichwinu, wyzwalała Nowogród Wielki, zajęła Wyborg i Estonię. Przerzucona do Polski, opanowała Ciechanów, Zalewo i Malbork. Wojnę zakończyła w Niemczech, na wyspie Rugia.